# Swartzia macrostachya
Swartzia macrostachya är en ärtväxtart som beskrevs av George Bentham. Swartzia macrostachya ingår i släktet Swartzia och familjen ärtväxter. IUCN kategoriserar arten globalt som livskraftig.

## Underarter
Arten delas in i följande underarter:
- S. m. glabrifolia
- S. m. kuhlmannii
- S. m. macrostachya
- S. m. riedelii